# Louis Grogna
Louis Grogna, né le 17 juin 1879 à Seraing et mort le 6 mars 1940, est un cycliste belge.
Il était surnommé « Le Petit curé » en raison de ses petites lunettes et d'une certaine gestuelle.

## Le «découvreur» de Petit-Breton
Alors qu'il court en Argentine, il découvre le jeune coureur Lucien Petit-Breton. Ce dernier tente sa chance en France et dès son arrivée s'en va rencontrer Robert Coquelle, journaliste à L'Auto et directeur du vélodrome Buffalo. Il est muni d'une lettre de recommandation de Grogna que Petit-Breton remet à Coquelle le 2 mars 1902 :

« Buenos Aires, 10 février 1902
Mon cher Coquelle,
Le porteur de la présente n'est autre que le jeune Breton qui vient de remporter brillamment le Grand Prix de la République 50 kilomètres avec entraîneurs. Je te le recommande chaleureusement car c'est un garçon qui ne manque pas de qualité. Il va résider tout l'année et je l'ai chargé de retenir une cabine au nouveau vélodrome Buffalo dès son arrivée.
Je reste  (à Buenos Aires) jusqu'au 18 février. À cette date je m'embarquerai sur le transport Italie en partance pour Marseille. Je serai à destination vers le 10 mars et me remettrai au travail.
Une cordiale poignée de main.
Louis Grogna »

## Palmarès
- 1898
  - 2e du Grand Prix de l'UVF
- 1899
  - Champion de Belgique de vitesse sur piste
  - Grand Prix de Reims
  - 2e du Grand Prix de l'UVF
- 1901
  - Grand Prix d'Angers
  - 2e du Grand Prix de Reims
- 1902
  - 2e du Grand Prix de l'UVF
- 1903
  - Champion de Belgique de vitesse sur piste
  - Grand Prix d'Angers